# Geolycosa vultuosa
Geolycosa vultuosa är en spindelart som först beskrevs av Carl Ludwig Koch 1838.  Geolycosa vultuosa ingår i släktet Geolycosa och familjen vargspindlar. Inga underarter finns listade i Catalogue of Life.